# Carsten Plate
Carsten Plate (* 5. September 1972 in Altena) ist ein ehemaliger deutscher Eishockeyspieler, der unter anderem für den ECD Sauerland, ASV Hamm und Iserlohner EC in der zweithöchsten deutschen Spielklasse aktiv war. Als Inline-Skaterhockeyspieler wurde er mit den Samurai Iserlohn einmal Deutscher Meister.

## Karriere
Beim ECD Sauerland in Iserlohn begann Carsten Plate als Jugendlicher mit dem Eishockeyspielen. Ab der Saison 1990/91 wurde er vereinzelt auch in der Profimannschaft eingesetzt, konnte sich in der 2. Bundesliga aber nicht als Stammspieler etablieren. Über zwei Oberliga-Stationen beim ETC Timmendorfer Strand und dem TSV Adendorf zwischen 1992 und 1994 nahm er nochmals Anlauf für eine Zweitliga-Karriere beim ASV Hamm, dem er abgesehen von einigen Partien für den Iserlohner EC in der Saison 1995/96, vier Jahre lang erhalten blieb.
Nach seinem Abschied aus Hamm im Jahr 1998 war Plate dann nur noch in der dritten und vierten Liga aktiv. Nach einem Jahr beim EV Duisburg spielte der Verteidiger für vier Spielzeiten beim 1. EV Weiden, mit dem er zunächst in die Regionalliga abstieg, in den folgenden Jahren aber auch die Regionalliga- und die Oberliga-Meisterschaft gewann. In Weiden übernahm er zeitweise auch das Amt des Mannschaftskapitäns.
Nach dem Aufstieg in die 2. Bundesliga verließ Plate den Verein und verbrachte jeweils eine Saison bei den Hannover Indians, dem ESV Bayreuth und dem ESC Halle 04 sowie zwei Jahre beim EHC Dortmund, bevor er nach Hamm zurückkehrte. Drei Spielzeiten absolvierte er für den neu gegründeten Verein Lippe-Hockey-Hamm, bei dem er ebenfalls Kapitän wurde. Im Jahr 2011 beendete er seine Spielerkarriere und wechselte in die Position des Cheftrainers. Trotz einer sportlich erfolgreichen Saison verließ er den Verein ein Jahr später.
Plates zweite Trainerstation war ab der Saison 2012/13 der Herner EV, mit dem er in die Oberliga aufstieg. Im Oktober 2014 wurde er dort von seinen Aufgaben entbunden.

### Inline-Skaterhockey
Ab 2009 spielte Plate auch Inline-Skaterhockey auf Bundesliga-Ebene für die Samurai Iserlohn, deren erste Mannschaft er zeitweise auch als Spielertrainer betreute. Im Jahr 2013 begann er mit der Mannschaft die Deutsche Meisterschaft. Er spielte knapp sieben Jahre lang in der höchsten deutschen Liga, ehe er seine Laufbahn für drei Spielzeiten in der zweiten Mannschaft der Samurai, die in der Regionalliga an den Start ging, ausklingen ließ.

## Erfolge und Auszeichnungen
- 1997 Aufstieg in die 1. Liga mit dem ASV Hamm
- 2001 Meister der Regionalliga mit den Blue Devils Weiden
- 2003 Meister der Oberliga und Aufstieg in die 2. Bundesliga mit den Blue Devils Weiden
- 2008 Meister der Regionalliga mit dem EHC Dortmund
- 2013 Meister der Regionalliga und Aufstieg in die Oberliga mit dem Herner EV (als Trainer)

### Inline-Skaterhockey
- 2013 Deutscher Meister mit den Samurai Iserlohn

## Karrierestatistik

### Inline-Skaterhockey
(Legende zur Spielerstatistik: Sp oder GP = absolvierte Spiele; T oder G = erzielte Tore; V oder A = erzielte Assists; Pkt oder Pts = erzielte Scorerpunkte; SM oder PIM = erhaltene Strafminuten; +/− = Plus/Minus-Bilanz; PP = erzielte Überzahltore; SH = erzielte Unterzahltore; GW = erzielte Siegtore; 1 Play-downs/Relegation; Kursiv: Statistik nicht vollständig)